# Brita Henriz
Brita Henriz-Eriksson, född 20 november 1920 i Göteborg, död 23 juli 2006 i Matteus församling, Stockholm, var en svensk målare och keramiker.
Hon var dotter till direktören Hugo Henriz och Katarina Braunerhielm och gift första gången 1947 med Georgij Fetcó och andra gången från 1955 med Hans-Erik Eriksson. Henriz studerade vid Anders Beckmans reklamskola 1939–1940 och vid Edvin Ollers målarskola 1941 samt vid Otte Skölds målarskola 1944 och under studieresor till Frankrike, Spanien, Italien samt ett flertal studieresor till Schweiz. Hon medverkade i utställningar i Visby och på Färg och Form i Stockholm samt på Smålands museum i Växjö. Hennes konst består av stilleben, porträtt och landskap i olja. Som keramiker har hon utfört mindre figursaker som vaser, skålar och djur.